# 조위 (1454년)
조위(曺偉, 1454년 ~ 1503년)는 조선 초기의 문신이며 학자이다. 본관은 창녕(昌寧). 자는 태허(太虛), 호는 매계(梅溪), 시호는 문장(文莊)이다.
성종 때 문과에 급제하여 호조참판에 이르렀다. 성종의 명으로 김종직의 문집을 편찬할 때 <조의제문>을 실어 무오사화의 화근이 되었다. 하정사(賀正使)로 명나라에 다녀오다 잡혀 의주와 순천에 유배되어, 그 곳에서 병으로 죽었다. 학문이 넓고 깊었고, 문장이 뛰어나 많은 제자들이 있었다. 저서로 <매계집>이 있으며, 글씨로 <조계문 묘비>가 있다.

## 생애
김천 봉계에서 태어나 1471년(성종 5) 식년문과에 병과로 급제, 1491년(성종 22) 검상·장령을 거쳐 이듬해 동부승지·도승지를 역임했고, 1493년(성종 24) 호조참판이 되었으며, 이어 충청도 관찰사로 나갔다. 성리학의 대가로서 당시 사림간의 대학자로 추앙되었고 김종직을 비롯한 신진사류의 지도자였다. 글씨를 잘 썼고, 황간의 송계서원, 금산(김산이라 발음, 김천의 옛이름)의 경렴서원(대원군 때 철폐되었으나 후에 벽진 이씨에 의해 김천 하로서원으로 중건됨)에 배향했다.
성종 21년(1490년) 당시 합천의 가야산 해인사 중창과정에서 비로전(대적광전)의 처마 부재 사이에서 9세기 말부터 10세기 초에 걸쳐 해인사가 인근 지역으로부터 땅을 사들인 사실을 적은 매전장권(買田庄券) 43폭이 발견되었는데, 당시 비로전 수리를 맡은 목수에게서 이 문서를 구해 읽은 조위는 전권 내용의 개략과 견해를 「해인사 전권 뒤에 쓴다(書海印寺田券後)」라는 제목의 글로 남겼다. 이 글은 현재 조위의 문집 《매계집》에 수록되어 있으며, 신라 말기 해인사와 신라왕실, 진성여왕과 위홍의 관계를 증언하는 자료로 중시되고 있다.
1504년(연산군 10) 갑자사화 때 표연말(表沿沫), 정여창(鄭汝昌) 등과 함께 부관참시(剖棺斬屍)당하였다.

## 같이 보기
- 김천 율수재 (경상북도 문화재자료 제541호)